# Draba burkei
Draba burkei là một loài thực vật có hoa trong họ Cải. Loài này được (C.L.Hitchc.) Windham & Beilstein mô tả khoa học đầu tiên năm 2003 publ. 2004.